# Жан-Манга Онгене
Жан-Манга Онгене (фр. Jean Manga Onguene, нар. 12 червня 1946) — камерунський футболіст. По завершенні ігрової кар'єри — футбольний тренер.
Найкращий африканський футболіст 1980 року. Виступав за клуб «Канон Яунде», а також національну збірну Камеруну.

## Клубна кар'єра
У дорослому футболі дебютував 1966 року виступами за команду клубу «Канон Яунде», кольори якої і захищав протягом усієї своєї кар'єри гравця, що тривала цілих сімнадцять років.

## Виступи за збірну
У 1967 році дебютував в офіційних матчах у складі національної збірної Камеруну, до лав якої викликався до 1982 року.

## Кар'єра тренера
Розпочав тренерську кар'єру, повернувшись до футболу після тривалої перерви, 1997 року, очоливши тренерський штаб клубу національної збірної Камеруну. Готував збірну до участі у Кубку африканських націй 1998 року, що проходив у Буркіна Фасо. На цьому турнірі очолювані Онгене камерунці виступили досить невдало, припинивши боротьбу вже на стадії чвертьфіналів, тож після континентальної першості тренер залишив національну команду.

## Титули і досягнення
Гравець
- Африканський футболіст року: 1980
- Бронзовий призер Кубка африканських націй: 1972

Тренер
- Чемпіон Африки (U-21): 1995